# Hans-Dieter Steinbach
Hans-Dieter Steinbach (* 21. März 1952 in Lüdenscheid) ist ein deutscher Diplomat. Er war bis Juni 2015 Generalkonsul in Sydney.

## Biografie
Nach dem Abitur  am Zeppelin-Gymnasium Lüdenscheid studierte er zwischen 1970 und 1975 Rechtswissenschaften und leistete nach seinem Ersten Juristischen Staatsexamen zwischen 1976 und 1977 seinen Grundwehrdienst bei der Bundeswehr. Nach dem anschließenden Juristischen Vorbereitungsdienst legte er 1980 sein Zweites Juristisches Staatsexamen ab.
1980 trat er in den Diplomatischen Dienst ein und fand nach Beendigung seiner Attachéausbildung 1982 zunächst Verwendung im Auswärtigen Amt in Bonn und dann von 1985 bis 1988 an der Botschaft in Bulgarien. Im Anschluss war er Ständiger Vertreter des Botschafters in Trinidad und Tobago und dann zwischen 1990 und 1993 Mitarbeiter der Botschaft in Israel. Nach einer erneuten Tätigkeit im Auswärtigen Amt war er zwischen 1996 und 1999 Ständiger Vertreter des Botschafters in Kroatien sowie danach bis 2000 Ständiger Vertreter des Leiters der Mission der Organisation für Sicherheit und Zusammenarbeit in Europa (OSZE) in Kroatien.
2001 erfolgte seine Ernennung zum Botschafter in Ruanda. Diesen Posten bekleidete er bis 2004 und war anschließend in der Zentrale des Auswärtigen Amtes zunächst Inspekteur und danach von 2006 bis 2008 Leiter der Innenrevision und Beauftragter für Korruptionsprävention in der Zentralabteilung.
Von April 2008 bis Juli 2011 war Hans-Dieter Steinbach Botschafter der Bundesrepublik Deutschland in Kosovo, im Anschluss wurde er zum Generalkonsul in Sydney (Australien) ernannt. Am 30. Juni 2015 trat Hans-Dieter Steinbach in den Ruhestand.